# Kaupert (Verlag)
Der Name Kaupert steht für einen Straßenführer, einen Reiseführer und den dazugehörenden Verlag.

## Kauperts Straßenführer durch Berlin
Kauperts Straßenführer durch Berlin (umgangssprachlich der Kaupert) ist ein halbamtliches alphabetisches Straßenverzeichnis, das seit 1946 jedes Jahr erschien. Die letzte gedruckte Ausgabe ist von 2013. Seitdem gibt es „Den Kaupert“ nur noch online.
In diesem Verzeichnis werden Daten, Adressen und Zuständigkeiten der Stadt Berlin und des Landes Brandenburg aufgeführt.
Das Buch enthält folgende Informationen:
- alle Berliner Straßen mit den örtlichen Zuständigkeiten von Bezirksämtern, Amtsgerichten, Arbeitsagenturen, Finanzämtern, Polizeiabschnitten und den Postleitzahlen – soweit erforderlich nach Hausnummern aufgeschlüsselt. Daneben werden der Straßenverlauf und die VBB-Verkehrsverbindungen aufgeführt.[2][3]
- einen Stadtplan der Stadt Berlin des Falk-Verlags mit Ortsangaben
- ein Verzeichnis der Berliner Behörden und ihrer Dienststellen sowie weitere Institutionen
- eine Auswahl von Rechtsanwalts- und Steuerberaterbüros
- das Bezirks- und Ortsteilverzeichnis von Berlin
- das Gemeindeverzeichnis von Brandenburg[4]

In zahlreichen Berliner Taxis, Krankenwagen und vielen Polizei- und den Feuerwehrfahrzeugen wurde ein gedrucktes Exemplar mitgeführt. Man konnte mit dem Buch sogar ohne Stadtplan schnell zu einer Adresse finden – vorausgesetzt, man kennt die Hauptverkehrsstraßen in der betreffenden Gegend; insbesondere bei Ausfall elektronischer Systeme (im Katastrophenfall) lassen sich auch heute noch Hausnummern direkt anfahren. Anwaltskanzleien und Behörden machen von den Gebietszuständigkeiten Gebrauch.
Jährlich im November erschien die neue Auflage mit aktualisierten Angaben. Die Kosten wurden durch Anzeigenvertrieb und den Verkaufspreis des Buches gedeckt.

## Reiseführer
Von 1950 bis heute ist Kauperts Deutschland Reise- und Hotelführer ein Auskunftskompendium über alle touristischen Informationsstellen in Deutschland und enthält wichtige Adressen und Informationen rund um den Deutschland-Tourismus. Beschrieben sind touristische Informationen zu Städten und Gemeinden und sämtliche deutschen Beherbergungsbetriebe von der Jugendherberge bis zum Luxus-Hotel.
Die Inhalte werden nach Bundesländern strukturiert und mit speziellen Themen auf Sonderseiten präsentiert:
- Reisebusziele/Gruppenreisen
- Natur hautnah. Mit dem Rad, auf dem Wasser oder zu Fuß
- Familienurlaub
- Deutschlands schönste Ferienstraßen
- Bundesländer: Reiseregionen, Ausflugsziele, Städte und Gemeinden mit Unterkünften
- Meetingpoints

Es wird eine eigene Internetseite betrieben. Ferner besteht eine Kooperation mit der Deutschen Zentrale für Tourismus (DZT).

## Geschichte
Der Name Kaupert steht für ein traditionsreiches deutsches Medienunternehmen. Bereits Oskar Kaupert erwarb 1900 das elterliche Geschäft – Buchdruckerei mit Verlag.
Traditionell hatte der Kaupert-Verlag seinen Sitz in der Berliner Friedrichstraße und war der größte Berliner Adressbuchverlag nach dem Zweiten Weltkrieg, der unter anderem auch das erste Branchenbuch der Stadt recherchierte und verlegte. Nach dem Tod von Walter Kaupert wurden die Verlagsprodukte – auch der Kaupert – von einer bayerischen Verlagsgesellschaft herausgegeben, nämlich der Adressbuch-Gesellschaft Berlin mbH mit Hauptsitz in Olching/Bayern.
Seit dem 9. November 2007 ist Roman Kaupert Rechteinhaber an allen Werken des Unternehmens und brachte den Verlag zurück in Familienbesitz. Er leitet ein derzeit 25-köpfiges festes Mitarbeiterteam als Geschäftsführer der kaupert media gmbh. Diese ist eine 100%ige Tochter der „Zepter und Krone GmbH“ (Werbung), deren alleiniger Anteilseigner und Geschäftsführer wiederum Roman Kaupert ist.
Seit November 2008 gibt es den Kauperts Straßenführer durch Berlin auch online.
Mitte 2009 ermöglichte der Verlag dem Luisenstädtischen Bildungsverein, sein Internet-Angebot wieder zu präsentieren, nachdem zuvor der Senat von Berlin die finanzielle Förderung gestrichen hatte. Der Verlag organisiert auch den KAUPERTs Klub der Berlin-Beweger, in dem Menschen vorgestellt werden, die außergewöhnlich stark mit der Stadt Berlin verwurzelt sind und positive Signale aus und für die Hauptstadt senden. Die Aufnahme in den Klub erfolgt nur durch persönliche Einladung des Verlages.

## Verleger

### Oskar Kaupert
Oskar Kaupert (1876–1947) war Buchdruckerei-Besitzer und Verleger in Freudenstadt im Schwarzwald.
Er machte in der Buchdruckerei seines Vaters eine Lehre als Schriftsetzer und bildete sich anschließend als Akzidenzsetzer und vor allem als Drucker aus. Er arbeitete als Maschinenmeister bei der Firma Ramm & Seemann in Leipzig und hatte dort die täglich erscheinende „Börsenzeitung“ zu drucken. In der Redaktion des „Generalanzeigers“ in Essen/Ruhr arbeitete er sich in die Erfordernisse der Leitung einer Zeitung ein. 1898 trat er in das elterliche Geschäft ein – Buchdruckerei mit Verlag der Tageszeitung „Der Grenzer“ –, das er am 1. Januar 1900 kaufte.
1931/1932 bekämpfte ihn die NSDAP wegen seiner ablehnenden Haltung gegen Adolf Hitler aufs Schärfste. 1933 musste er dann den Verlag des Amtsblatts „Der Grenzer“, den er in der dritten Generation zu einer angesehenen Provinzzeitung entwickelt hatte, an die nationalsozialistische Presse Württembergs abtreten. Am 17. April 1945 wurde schließlich sein Wohn- und Geschäftshaus samt den wertvollen Maschinen (darunter vier Setzmaschinen, drei Schnellpressen, eine Rotationsdruckmaschine samt Kippgießwerk, Friedenswert 110.000 M) durch Artilleriebeschuss vollständig zerstört.

### Walter Kaupert
Walter Kaupert (1907–1956) war der Sohn von Oskar Kaupert. Er war ein deutscher Verleger, Gründer des Deutschen Adressbuch-Verlags sowie Herausgeber des klassischen Berliner Straßenführers, der bis heute seinen Namen trägt.
Daneben verlegte er auch andere Führer, beispielsweise den Behördenführer durch Berlin (1949), das Deutsche Kunst-Adressbuch und Internationale Kunst-Adressbuch (International Directory of Arts) (ab 1952) und Reise- und Hotelführer, sowie diverse Fachwörterbücher (beispielsweise Fachwörterbuch Abfallbeseitigung und Stadtreinigung). Er publizierte regelmäßig in kommunal- und verwaltungsrelevanten Fachblättern.
Walter Kaupert promovierte 1932 an der Ruprecht-Karls-Universität Heidelberg mit der Dissertation „Die Deutsche Tagespresse als Politicum“. Nach dem Zweiten Weltkrieg erhielt er in Württemberg 1947 eine Zulassung für einen Druckbetrieb.

### Roman Kaupert
Roman Kaupert (* 1977) ist Enkel des Verlegers Walter Kaupert, Unternehmer und Diplom-Politologe.